# Сивертцен, Стиан
Стиан Сивертцен (нор. Stian Sivertzen; 28 марта 1989 года, Конгсберг, Норвегия) — норвежский сноубордист, выступающий в дисциплине сноуборд-кросс.
- Бронзовый призёр Чемпионата мира 2013 года в сноуборд-кроссе;
- Многократный призёр этапов Кубка мира.